# Малый Харсеной
Малый Харсеной (чечен. Жима Хьорсана) — село в Шатойском районе Чеченской Республики. Входит в Харсенойское сельское поселение.

## География
Село расположено к северо-западу от районного центра Шатой, на левом берегу реки Мартанка, недалеко от границы с Ачхой-Мартановским и Урус-Мартановским районами.
Ближайшие населённые пункты: на юго-востоке — сёла Харсеной, Высокогорное и Сюжи.

## Население
| 2002 | 2010 |
| ---- | ---- |
| 0    | ↗27  |